# Jean-Jacques Schuhl
Jean-Jacques Schuhl (* 9. Oktober 1941 in Marseille) ist ein französischer Schriftsteller.
Nach der Veröffentlichung zweier Romane in den 1970er Jahren, die vermutlich aufgrund ihres eher experimentellen Charakters nur einen kleinen Leserkreis fanden, wurde der französische Schriftsteller Jean-Jacques Schuhl einer breiteren Öffentlichkeit erst im Jahr 2000 durch den Gewinn des prestigeträchtigen Prix Goncourt für seinen dritten Roman Ingrid Caven bekannt. Dieser Roman ist inspiriert vom Leben der deutschen Schauspielerin und Sängerin Ingrid Caven, mit der er zusammenlebt.

## Werke
- 1972: Rose Poussière
- 1976: Télex N° 1
- 2000: Ingrid Caven
  - Ingrid Caven, aus dem Französischen von Uli Aumüller, Eichborn – Reihe Die Andere Bibliothek, Frankfurt am Main 2001, ISBN 978-3-8218-4505-0
- 2010: Entrée des fantômes
  - Auftritt der Geister, aus dem Französischen von Christiane Landgrebe, Suhrkamp,  Berlin 2012, ISBN 978-3-518-42228-1
- 2014: Obsessions
- 2022: Les apparitions